# الاتحاد الاشتراكي (صحيفة)
الاتحاد الاشتراكي هي صحيفة مغربية عربية تصدر يوميا، حيث يقع مقرها الرئيسي في العاصمة الاقتصادية للمملكة المغربية الدار البيضاء فيما تعود ملكيتها لحزب الاتحاد الاشتراكي للقوات الشعبية وهو نفسه الذي يقوم على نشرها. 

## التاريخ
نُشرت الاتحاد الاشتراكي لأول مرة في أيار/مايو 1983. وذلك بعدما تم غلق جريدة المحرر في حزيران/ يونيو في سنة 1981. 
الصحيفة تابعه لحزب الاتحاد الاشتراكي للقوات الشعبية، وهي شقيقة لصحيفة ليبيراتيون الناطقة بالفرنسية. هذا وتجدر الإشارة إلى أن محمد بريني هو مدير جريدة الاتحاد الاشتراكي التي يقع مقرها في الدار البيضاء. 
وكان توزيع الصحيفة لغاية عام 2001 يصل إلى 110.000 نسخة يومية، مما جعلها إحدى أكبر الصحيف اليومية في المغرب، إلا أن هذا العدد انخفض إلى حوالي 65.000 نسخة بحلول عام 2003.
خلال فترة الحرب على العراق أضافت الاتحاد الاشتراكي جملة «لا للحرب» باللغة الإنجليزية إلى راية كل صفحة شملت الأخبار الموجهة نحو العراق. 

## حزب الاتحاد الاشتراكي للقوات الشعبية
الاتحاد الاشتراكي للقوات الشعبية (USFP) حزب مغربي وطني تقدمي ذو إيديولوجية اشتراكية ديمقراطية. تعرض لسنوات عديدة للقمع المخزني إلى حين تشكيل حكومة التناوب بين الحزب والقصر والذي صوت بموجبه الحزب بالتأييد لدستور 1996.
في يوليوز 1972 أصدرت مجموعة من أعضاء اللجنة الإدارية بحزب الاتحاد الوطني للقوات الشعبية بيانا -حمل لاحقًا اسم بيان يوليوز - تعلن فيه تشكيل قيادة مؤقتة للحزب : بسبب أن القيادة المنتخبة من المؤتمر الأخير لا تجتمع لا اللجنة الادارية ولا الكتابة الوطنية مما يعرقل أي عمل سياسي للحزب . وبعد نشر أسماء القياديين الموقعين على الوثيقة قامت السلطات بمنع هذه المجموعة التي عرفت باسم مجموعة الرباط وحملوا لاحقا اسم قالب:ا ش ق ش لأن كلا من بوعبيد وبنجلون واليازغي يسكنون مدينة الرباط بحكم مهنهم بينما بن الصديق وأعضاء القيادة القاطنين بالبيضاء بحكم انتمائهم المهني حملوا اسم مجموعة الدار البيضاء وهم الذين احتفظوا لاحقا بتسمية قالب:ا وق ش في دجنبر سنة 1975 تم عقد المؤتمر التأسيسي للاتحاد الاشتراكي للقوات الشعبية بمدينة الدار البيضاء، وتم تغيير اسم الكتابة الوطنية إلى اسم قالب:المكتب السياسي وتمت تسمية الكاتب الأول بدلًا من تسمية الكاتب العام وانتخب في هذا المنصب المحامي عبد الرحيم بوعبيد ومن أعضاء المكتب السياسي محمد اليازغي وعمر بن جلون وهما محاميان ومحمد منصور الحريزي وهو فلاح من الاطر التي كانت تقود المقاومة المغربية ضد الاستعمار والدكتور عبد اللطيف بن جلون وهو طبيب كان أيضًا من قيادة المقاومة وجيش التحرير وغيرهم.

## روابط خارجية
- الموقع الرسمي
- الموقع الرسمي للإتحاد الاشتراكي للقوات الشعبية - عمالة وجدة أنكاد.